# Russische Kalotten
Russische Kalotten oder Moskauer Kalottentümmler gehören zu den Russischen Tümmlertauben. Die Kalottenrassen Russlands sind erst im 20. Jahrhundert entstanden. Es sind weit verbreitete schlichte, für Kalotten recht große Haustauben. Wegen ihrer federreichen, tief angesetzten Muschelhaube, werden sie in Moskau auch Mönchtauben mit Haube genannt. Es gibt aber auch glattköpfige Russische Kalotten ohne Federhaube.
Russische Kalotten sind „reichlich mittelgroß, stehen aufrecht und verfügen über eine schlanke Figur.“ Ihr Hals ist lang und schlank, der Kopf läuft zum hellhornfarbigen Schnabel hin spitz zu. Die Augen sind perlfarbig. Rücken und Schwanz bilden eine nach hinten abfallende Linie. Die Flügel werden auf dem schmalen Schwanz getragen. Die Beine sind lang.
Ihre Gefiederfarbe ist weiß. Kopfplatte und Schwanz sind farbig. Die Linie der Kopfzeichnung verläuft vom Oberschnabel durch die Augen. Abweichend davon werden sie in der Ukraine mit ganzfarbigem Kopf und weißer Haube gezüchtet. Russische Kalotten kommen in allen Farbspielarten vor.
Moskauer Kalottentümmler sind meist glattfüßig, aber auch andere Laufgefiederstrukturen (bestrümpft, leicht federfüßig, belatscht) sind vorhanden. So werden im Ural belatschte Kalotten gezüchtet.
Außerdem können die Tümmler entsprechend ihrer Schnabellänge differenziert werden. Kurzschnäblige werden „Enisenski“ genannt, Tauben mit mittellangem Schnabel „Kresnanski“ und Langschnäbler „Monahi“. In der Ukraine werden Tauben mit mittellangem Schnabel bevorzugt.

## Weiterführende Literatur und Nachweise
1. 1 2 3 4 5 6 7  
Joachim Schütte, Günter Stach, Josef Wolters: Handbuch der Taubenrassen. Josef Wolters, Bottrop 1994, ISBN 3-9801504-4-5, Russische Tümmler, S. 571: „Die Russischen Kalotten, auch als Moskauer Kalottentümmler bezeichnet,…“
2. 1 2 3 4  
Hans-Joachim Schille: Bildschöne Taubenrassen. von Aachener Bandkröpfer bis Züricher Weißschwanz (= Spezies in Farbe. Band 2). Karin Wolters, Sebnitz 2001, ISBN 3-9806312-2-2, Russische Kalotten, S. 266.